# Đường cao tốc Hàm Nghi – Vũng Áng
Đường cao tốc Hàm Nghi – Vũng Áng (ký hiệu toàn tuyến là CT.01 và CT.02) là một đoạn đường cao tốc thuộc hệ thống đường cao tốc Bắc – Nam phía Đông và đường cao tốc Bắc – Nam phía Tây nằm trong địa phận của tỉnh Hà Tĩnh.

## Thiết kế
Tuyến đường có tổng chiều dài là 53,88 km; đi qua các xã Thạch Xuân, Cẩm Duệ, Cẩm Xuyên, Cẩm Hưng, Cẩm Lạc, Kỳ Xuân, Kỳ Văn, Kỳ Hoa (tỉnh Hà Tĩnh); điểm đầu tại Km 514 + 300 thuộc xã Thạch Xuân, tỉnh Hà Tĩnh, kết nối với đường cao tốc Bãi Vọt – Hàm Nghi; điểm cuối tại Km 568 + 496 giao với Quốc lộ 12C tại xã Kỳ Hoa, tỉnh Hà Tĩnh, nối tiếp với đường cao tốc Vũng Áng – Bùng. Giai đoạn 1, tuyến đường cao tốc được bố trí 4 làn xe không có làn dừng khẩn cấp, bố trí một số điểm dừng khẩn cấp cách quãng 4 – 5 km/1 điểm, vận tốc tối đa 90 km/h. Giai đoạn hoàn chỉnh đường có 6 làn xe, 2 làn dừng khẩn cấp, vận tốc 120 km/h.

## Xây dựng
Tuyến đường có tổng mức đầu tư là 9.734 tỷ đồng, được khởi công xây dựng vào ngày 1 tháng 1 năm 2023 và chính thức thông xe kỹ thuật vào ngày 19 tháng 4 năm 2025, tuyến đường chính thức đưa vào khai thác tuyến chính từ ngày 28 tháng 4 năm 2025.

## Chi tiết tuyến đường

Bảng thông tin tốc độ cao tốc

### Làn xe
- 4 làn xe, có điểm dừng khẩn cấp

### Chiều dài
- Toàn tuyến: 53 km

### Tốc độ giới hạn
- Tối đa: 90 km/h, Tối thiểu: 60 km/h

## Lộ trình chi tiết
- IC - Nút giao, JCT - Điểm lên xuống, SA - Khu vực dịch vụ (Trạm dừng nghỉ), TN - Hầm đường bộ, TG - Trạm thu phí, BR - Cầu
- Đơn vị đo khoảng cách là km.

| Ký hiệu                                                | Tên                                                    | Khoảng cách từ đầu tuyến                               | Kết nối                                                | Ghi chú                                                | Vị trí                                                 | Vị trí                                                 |
| Kết nối trực tiếp với Đường cao tốc Bãi Vọt – Hàm Nghi | Kết nối trực tiếp với Đường cao tốc Bãi Vọt – Hàm Nghi | Kết nối trực tiếp với Đường cao tốc Bãi Vọt – Hàm Nghi | Kết nối trực tiếp với Đường cao tốc Bãi Vọt – Hàm Nghi | Kết nối trực tiếp với Đường cao tốc Bãi Vọt – Hàm Nghi | Kết nối trực tiếp với Đường cao tốc Bãi Vọt – Hàm Nghi | Kết nối trực tiếp với Đường cao tốc Bãi Vọt – Hàm Nghi |
| ------------------------------------------------------ | ------------------------------------------------------ | ------------------------------------------------------ | ------------------------------------------------------ | ------------------------------------------------------ | ------------------------------------------------------ | ------------------------------------------------------ |
| -                                                      | Hàm Nghi                                               | 514.4                                                  |                                                        | Đầu tuyến đường cao tốc Không thi công nút giao        | Hà Tĩnh                                                | Thạch Xuân                                             |
| 1                                                      | IC Cẩm Quan                                            | 527.5                                                  | Quốc lộ 1                                              |                                                        | Hà Tĩnh                                                | Cẩm Xuyên                                              |
| RA                                                     | Trạm dừng nghỉ                                         | 534.3                                                  |                                                        | Chưa thi công                                          | Hà Tĩnh                                                | Cẩm Lạc                                                |
| 2                                                      | IC Kỳ Trung                                            | 555.5                                                  | Quốc lộ 1                                              |                                                        | Hà Tĩnh                                                | Kỳ Văn                                                 |
| 3                                                      | IC Vũng Áng                                            | 568.5                                                  | Quốc lộ 12C                                            | Cuối tuyến cao tốc                                     | Hà Tĩnh                                                | Kỳ Hoa                                                 |
| Kết nối trực tiếp với Đường cao tốc Vũng Áng – Bùng    |                                                        |                                                        |                                                        |                                                        |                                                        |                                                        |
| 1.000 mi = 1.609 km; 1.000 km = 0.621 mi               |                                                        |                                                        |                                                        |                                                        |                                                        |                                                        |